# Maloca

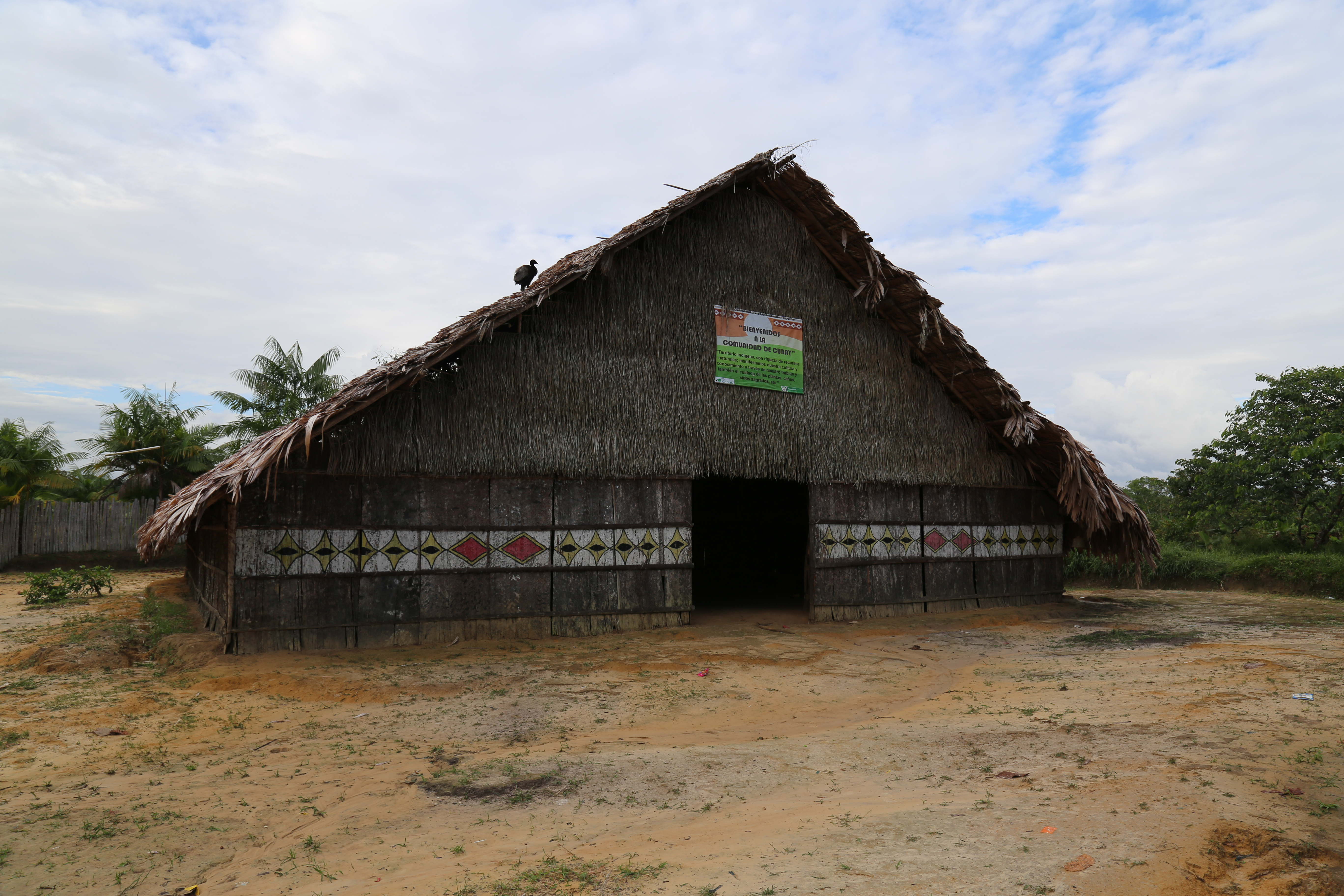
Maloca

Maloca – duża chata Indian Amazonii, zazwyczaj owalna, zbudowana z drewna, trawy i liści. W przeszłości jedyny często w danym osiedlu wielorodzinny budynek, zamieszkiwany przez członków kilku klanów. Obecnie położone centralnie miejsce spotkań, narad i obrzędów religijnych lokalnej społeczności.